# Svabesholm (naturreservat)
Svabesholm är ett naturreservat vid godset Svabesholm i Simrishamns kommun i Skåne län.
Området är naturskyddat sedan 2002 och är 15 hektar stort. Reservatet utgör en rest av gammalt fäladslandskap.